# Фізика чи хімія (телесеріал, 2008)
«Фізика чи хімія» (ісп. Física o Química, FoQ) — іспанський молодіжний телесеріал про життя учнів і викладачів коледжу «Сурбаран» (ісп. Zurbarán). Серіал вперше транслювався на телеканалі Antena 3 з 4 лютого 2008 р., в березні 2008 року було анонсовано продовження серіалу. Після падіння рейтингів показ сьомого сезону серіал було закрито, планувалося, що франшизу на показ «Фізики чи хімії» буде передано телеканалу Neox (ісп.). Назва телесеріалу узгоджується з саундтреком до пісні групи Despistaos(ісп.): «Física o química. Це альтернативна медицина — дотик губ, це фізика чи хімія…».

## Трансляція в Україні
В Україні серіал транслювався на каналах «К1» та «Zoom».

## Українське багатоголосе закадрове озвучення
Українською мовою серіал озвучено студією «Так Треба Продакшн» у 2012 році. Ролі озвучували: Анатолій Пашнін, Володимир та Дмитро Терещуки, Олена Бліннікова, Світлана Шекера і Катерина Буцька.